# Herpomycetales
De Herpomycetales vormen een orde van schimmels uit de subklasse Laboulbeniomycetidae. De orde omvat één tweehuizig geslacht, Herpomyces, met 27 geaccepteerde soorten obligate ectoparasieten die uitsluitend worden geassocieerd met kakkerlakken. Net als de Laboulbeniales-orde produceren ze cellulaire thalli. 
De orde werd in 2018 beschreven op basis van de fylogenetische analyse van drie genregio's. Een meer recente fylogenie ontdekte dat Herpomycetales en Laboulbeniales geen zuster-clades zijn, wat bewijs levert voor het idee dat de thallus minstens twee keer is ontstaan in de klasse Laboulbeniomycetes. Dit komt overeen met het feit dat thalli van beide ordes ontwikkelings- en morfologisch verschillend zijn.
Het voorlopige genoom van Herpomyces periplanetae is gesequenced - tot nu toe de enige in de orde. Herpomyces periplanetae is een zeer wijdverspreide parasiet op de voelsprieten van volwassen kakkerlakken van het geslacht Periplaneta, zoals de Amerikaanse kakkerlak (Periplaneta americana).